# حشره‌خوار سربزرگ گروئر
 حشره‌خوار سربزرگ گروئر (نام علمی: Paracrocidura graueri) نام یک گونه از زیرخانواده حشره‌خوار دندان‌سفید است.